# 闇のシルエット
『闇のシルエット』（やみのシルエット）は、千之ナイフにより1986年から1992年にかけて『ViVa PRINCESS』、『プリンセスGOLD』に掲載されていた少女漫画シリーズ。
1話読み切りの形で、毎回起こる奇怪な事件の数々をオカルト探偵・金閣寺銀次郎とその助手・翠晶多郎が解決してゆく、オカルト・サスペンス作品である。
初掲載は、『ViVa PRINCESS』1986年1月25日号に掲載された「逢魔ヶ時の訪問者」。

## 登場人物
金閣寺銀次郎
主人公のオカルト探偵。主な武器は「魔封じの剣」と呼ばれる短剣。
作者が以前別の漫画で描いたキャラを元に生まれたキャラらしいが、その元になったキャラはD・シルビアンがモデルだった。
翠晶多郎
銀次郎の助手。現場に残った残留思念を読みとる能力を持っている。よく「捜査を円滑に進めるため」との理由で銀次郎に女装させられる。
棒井警部
自称「凄腕敏腕エリート刑事」。非科学的な物は一切信じないタイプで、銀次郎とはあまり仲が良くない。事件を国家権力で解決しようと銀次郎と同じ現場に居合わせ、足を引っ張ることも。
作者曰く、モデルはD・ボウイ。

## 単行本
- 千之ナイフ『闇のシルエット』 秋田書店〈プリンセスコミックス〉、全4巻

## 参考資料
『日本一のマンガを探せ』（1997年、宝島社、211P）